# Carex chiovendae
Carex chiovendae är en halvgräsart som beskrevs av Renato Pampanini. Carex chiovendae ingår i släktet starrar, och familjen halvgräs. Inga underarter finns listade i Catalogue of Life.